# Essex National Heritage Area

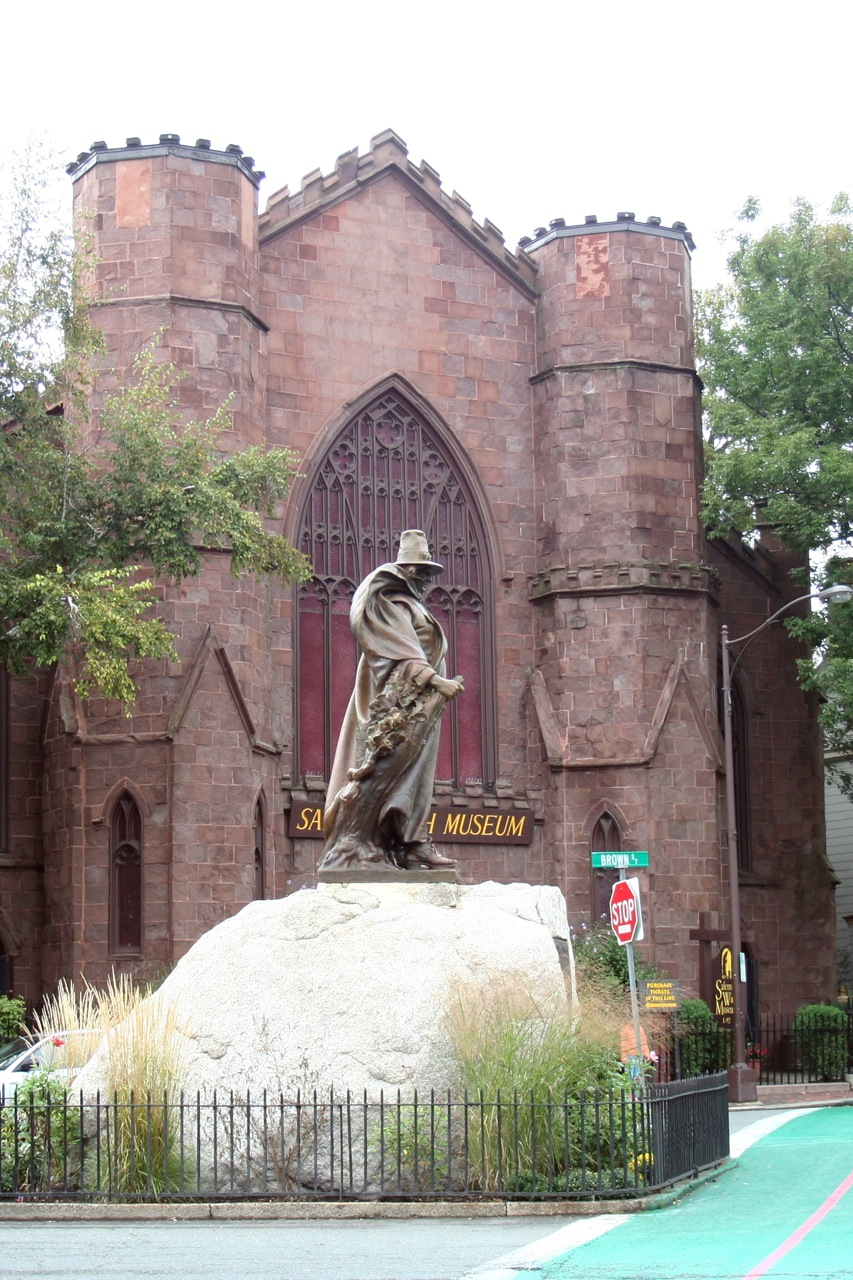
Salem Witch Museum

Die fast 500 Quadratmeilen (1.300 Quadratkilometer) große Essex National Heritage Area ist ein 1996 vom Kongress der Vereinigten Staaten als National Heritage Area ausgewiesenes Schutzgebiet im Osten des Bundesstaates Massachusetts nördlich von Boston.

## Zweck
Das Gebiet schützt 34 Gemeinden, welche – typisch in ihrem Charakter für Neuengland – wichtig für die Geschichte der Vereinigten Staaten von Amerika sind. Siedlungen der Ureinwohner, koloniale Siedlungen, Seehäfen und Stätten der industriellen Revolution werden durch dieses Schutzgebiet mit ihrem Naturraum verbunden.

### Frühe Siedlungen

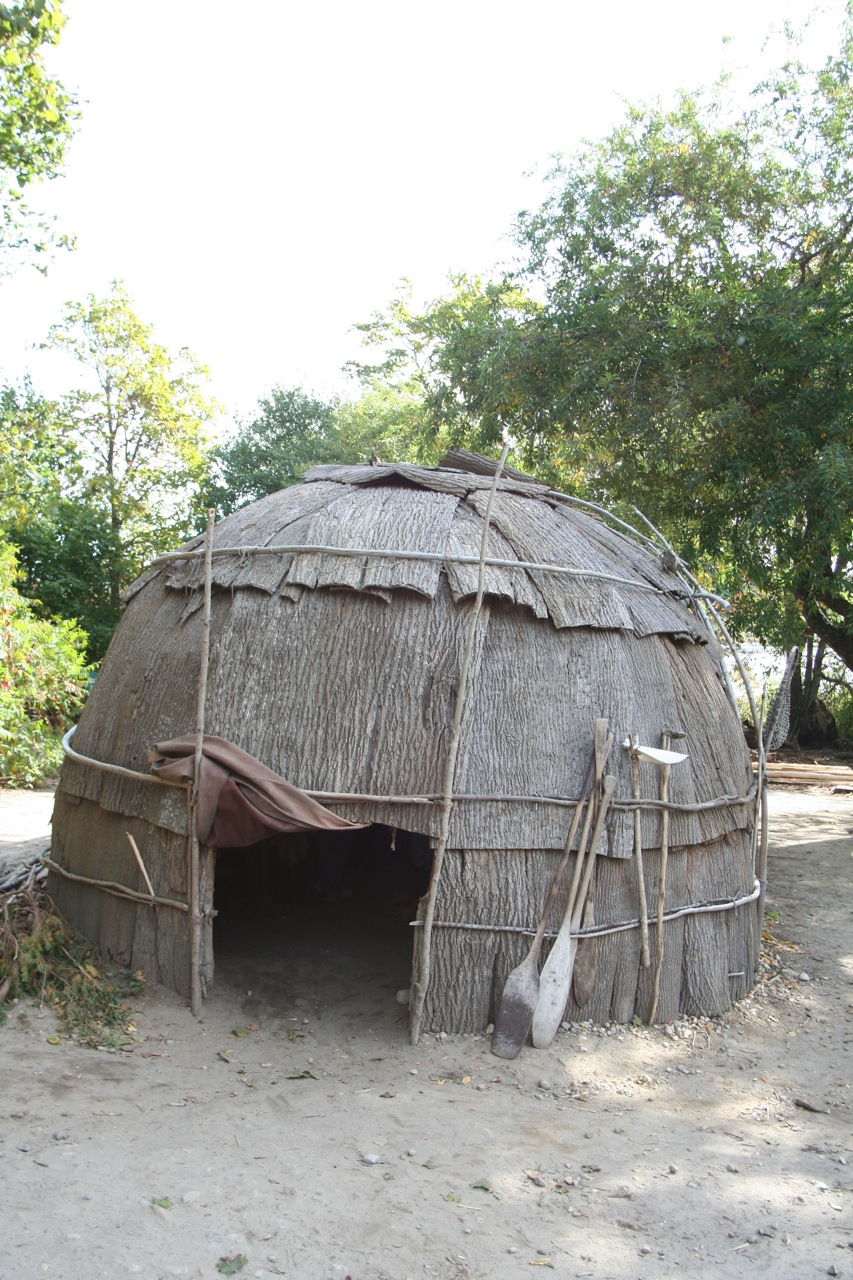
Typische Borkenhütte einer Siedlung der Ureinwohner

Jahrhunderte vor dem Eintreffen europäischer Siedler lebten die Ureinwohner des Gebietes – Massachusett und Penacook – in Harmonie mit der Umwelt und dem Verlauf der Jahreszeiten angepasst. Die etwa 200.000 Bewohner des heutigen Neuengland lebten in festen Siedlungen von Landwirtschaft und Fischfang im Sommer und im Winter von der Jagd in den Laubwäldern.
Die Ankunft europäischer Forschungsreisender, wie Bartholomew Gosnold 1602, Martin Pring 1603, George Weymouth 1605 und John Smith 1614 brachte die Ureinwohner in Kontakt mit Grippe und Pocken, die dazu führten, dass 95 % der Urbevölkerung bis 1630 ausstarben. Die seit 1620 eintreffenden Siedler hatten wenig Widerstand zu befürchten.
Trotzdem erwies sich das Leben für die Neuankömmlinge als hart – die durch die Entdecker, die meist in den Sommermonaten hier verweilten, gemachten Aussagen hinsichtlich des Klimas und der Bodenbeschaffenheit erwiesen sich als unzutreffend. Die von der Dorchester Company am Cape Ann errichtete Kolonie erwies sich als nicht lebensfähig und wurde 1626 an einen von den Ureinwohnern Naumkeag genannten Ort am Ufer des North River verlegt – der Grundstein zum nach dem hebräischen Shalom benannten Salem war gelegt.
Schon 1630 verlor diese Stadt nach der Entscheidung des Gouverneurs der Massachusetts Bay Colony, John Winthrop, die Würde der Hauptstadt an das südwestlich gelegene Boston; Salem überlebte als Handelsstadt für Korn, Dorsch und Holz, die sowohl nach England als auch in die zunehmend entstehenden Kolonien in Nordamerika exportiert wurden. Im Verlauf des 17. Jahrhunderts entstanden erste Industrieanlagen, wie die Eisenhütte von Saugus, die mit dem aus den Rodungen ausreichend zur Verfügung stehenden Holz als Brennstoff durch die wachsende Anzahl von Siedlern geforderte Güter produzierten.
Bis zur Mitte des 18. Jahrhunderts führten wachsender Handel und zunehmendes Selbstbewusstsein in den amerikanischen Kolonien zum Wunsch nach persönlicher Freiheit und Selbstverwaltung.

### Maritimes Zeitalter

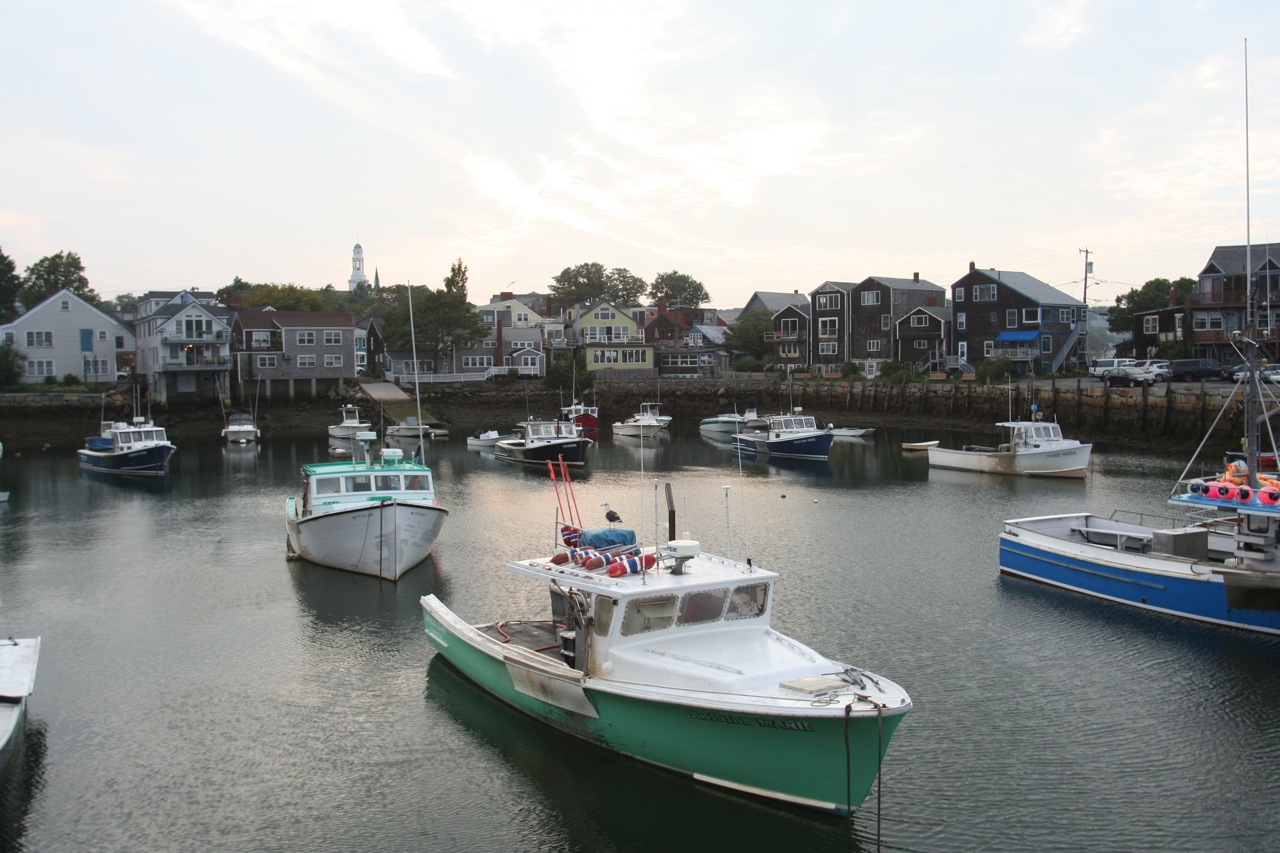
Hafen von Rockport

Um 1770 entwickelte sich eine umfangreiche Handelstätigkeit der Küstenstädte am Cape Ann und im Gebiet der Mündung des Merrimack River. Auf der Suche nach Absatzmärkten für die Produkte des Hinterlandes und den sowohl an der eigenen Küste als auch auf der Neufundlandbank gefangenen Fisch führte zur Intensivierung des Handels mit den südlichen Kolonien und den Westindischen Inseln.
Neben dem Handel entwickelte sich insbesondere der Schiffbau, die Werften in Amesbury lieferten einen Großteil der Schiffe, die die Fischer der Grand Banks nutzten. In Summe wurden von den Werften des heutigen Essex County 4.000 hölzerne Schiffe gebaut, hinzu kommen etwa 150.000 Boote, die hauptsächlich die Fischer der Grand Banks und am Cape Ann nutzten.
Im Jahr 1790 war Salem die sechstgrößte Stadt der jungen Vereinigten Staaten von Amerika, das Pro-Kopf-Einkommen war in keiner Stadt Nordamerikas höher. Im Jahr 1807 war es Heimathafen von mehr als 200 Schiffen, die Handel mit aller Welt betrieben und Kaufleuten, wie Elias Hasket Derby, William Gray und Simon Forrester immense Reichtümer bescherten.
Die Handelsgüter – Holz und Fisch aus Neuengland, Tabak und Pferde aus den südlicheren Kolonien und Melasse und Rum von den Westindischen Inseln – wurden im Dreieckshandel und mit Europa ausgetauscht; im letzten Drittel des 18. Jahrhunderts entwickelte sich dann der weltweite Handel. Neben dem Asienhandel spielte auch der Sklavenhandel während dieser Zeit eine große Rolle.
Der Britisch-Amerikanische Krieg und die damit verbundene Seeblockade durch britische Kriegsschiffe leitete den Niedergang der Schifffahrt rund um das Cape Ann ein.

### Industrielle Revolution

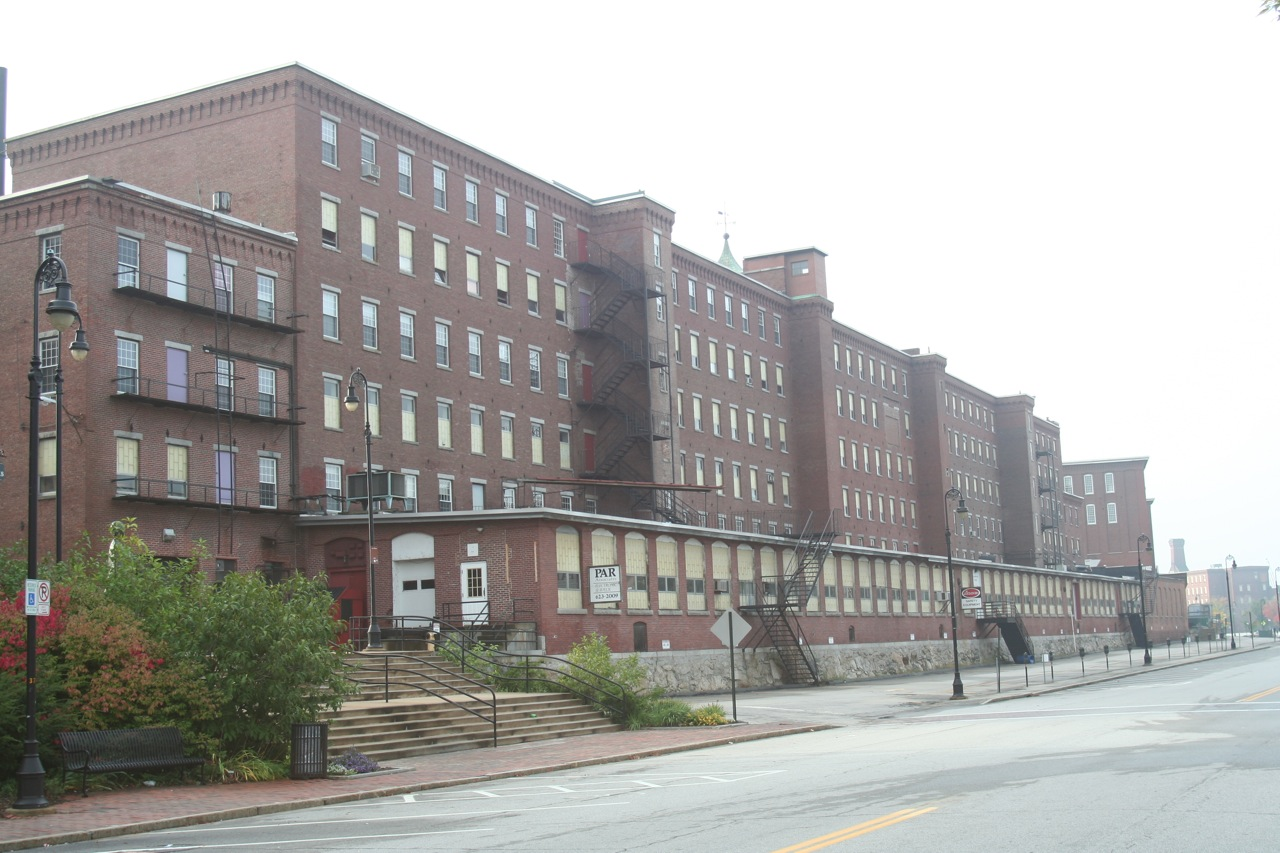
Textilfabrik in Neuengland

Das Ende des maritimen Zeitalters brachte eine grundsätzliche Umstellung der Wirtschaft, die im Handel gewonnenen Mittel galt es zu investieren. Schon im 18. Jahrhundert entwickelten sich Zentren des Handwerks, die im Verlauf des 19. Jahrhunderts zu Keimzellen der industriellen Entwicklung wurden. Die Walkmühlen von Andover und die Gerbereien von Peabody waren Kern der aufstrebenden Lederindustrie, im Tal des Merrimack River entwickelte sich die Textilindustrie.
Die Jahre bis 1850 brachten die Zusammenballung von Werkstätten zu Fabriken, die Tausende von Beschäftigten Lohn gaben. Die zunehmende Mechanisierung sowohl in Industrie als auch Landwirtschaft brachte einen grundsätzlichen sozialen Wandel, die bisher vorherrschende anglo-irische Bevölkerung wurde durch Einwanderer aus einem Dutzend Ländern ergänzt. Die Nutzung der Wasserkraft im Tal des Merrimack River führte zur Entwicklung geplanter Städte, wie Lawrence, wo komplexe Strukturen aus Industrie- und Wohnanlagen einschließlich notwendiger ergänzender Infrastruktur durch die Betreiber der Industrieanlagen geschaffen wurden.
Um das Jahr 1900 hatte sich die Spezialisierung der Ortschaften auf einzelne Produkte durchgesetzt; Lawrence war der weltgrößte Hersteller won Kammgarnstoffen aus Wolle, Lynn war das Zentrum der Herstellung von Damenschuhen und Haverhill war ebenfalls für die Herstellung von Schuhen bekannt.
Der Streik von 1912 ('Bread and Roses Strike') in Lawrence führte zur Durchsetzung landesweiter Arbeitsstandards.
Nach dem Zweiten Weltkrieg begann der Niedergang der Textil- und Lederindustrie.

## Geschützte Gebiete
Das Schutzgebiet am Cape Ann und dem Unterlauf des Merrimack River umfasst eine Vielzahl von Schutzgebieten, die durch die Heritage Area miteinander verbunden sind. Unter Verwaltung des National Park Service beziehungsweise des U.S. Fish & Wildlife Service stehen:
- Salem Maritime National Historic Site
- Saugus Iron Works National Historic Site
- Parker River National Wildlife Refuge
- Thatcher Island National Wildlife Refuge

Unter Verwaltung des Staates Massachusetts stehen die folgenden State Parks:
- Belle Isle Marsh Reservation
- Bradley Palmer State Park
- Breakheart State Reservation
- Georgtown-Rowley State Forest
- Halibut Point State Park
- Harold Parker State Forest
- Lawrence Heritage State Park
- Lynn Heritage Reservation
- Lynn Shores Reservation
- Maudsley State Park
- Revere Beach Reservation
- Rumney Marsh Reservation
- Salisbury Beach State Reservation
- Sandy Point State Reservation
- Willowdale State Forest

Dazu kommen zahlreiche Stätten in privater und anderer Trägerschaft.

## Gemeinden
Jede der 34 Gemeinden bietet verschiedene Sehenswürdigkeiten.

### Amesbury
Die im Norden der Heritage Area gelegene Stadt bietet:
- Der Amesbury and Salisbury Mills Village Historic District zeigt die Verbindung industriell geprägter Siedlungen mit der für sie prägenden Textilindustrie der Mitte des 19. Jahrhunderts.
- Der Lowell's Boat Shop ist die älteste Werft des Landes und eine der ältesten Anlagen zur Massenproduktion von standardisierten Gütern.
- Das Rocky Hill Meetinghouse ist ein bis heute noch weitgehend im Originalzustand erhaltenes Meetinghouse im ländlichen Massachusetts.
- Das Whittier Home – Wohnhaus des Dichters John Greenleaf Whittier – wurde soweit möglich im Originalzustand des ausgehenden 19. Jahrhunderts belassen.

### Andover
Im Nordwesten des Gebiets befindet sich die alte Industriestadt Andover, die folgende geschützten Objekte bietet:
- Die Addison Gallery of American Art zeigt Wechselausstellungen amerikanischer Kunst, der Fundus der Galerie besteht aus 12.000 Werken amerikanischer Künstler aller Perioden.
- Die Andover Historical Society sammelt und zeigt Stücke, die mit der Geschichte der Stadt und ihrer Einwohner seit dem 17. Jahrhundert in Verbindung stehen.
- Der Shawsheen Village Historic District ist eine Mustersiedlung im neoklassischen Stil, in der Arbeits-, Wohn- und Erholungsmöglichkeiten kombiniert sind.
- In der Ward Reservation werden mehr als 17 Meilen (27 Kilometer) von Mauern, welche die Felder und Wiesen verschiedener Farmen voneinander trennten, unter Schutz gestellt.

### Beverly
Diese südlich des Zentrums der Heritage Area gelegene Gemeinde bietet:
- Das mehr als 350 Jahre alte John Balch House ist eines der ältesten in Skelettbauweise errichteten Gebäude der Vereinigten Staaten.
- Der in der Beverly Public Library befindliche Beverly Room bietet Schriftzeugnisse über Beverly und seine Bewohner.
- Das im 18. Jahrhundert aus Ziegeln erbaute Cabot House beherbergt heute die Beverly Historical Society.
- Das den Hafen von Beverly überblickende Stadtviertel Fish Flake Hill wurde 1971 zum Historic District ernannt.
- Die im Jahr 1695 eingerichtete Hale Farm diente verschiedenen Generationen der Familie Hale als Heimat.
- Das etwa 46 Hektar große Anwesen Long Hill ließ sich der Herausgeber der Zeitschrift "The Atlantic Monthly" Ellery Sedgwick 1921 errichten.
- Der von 1903 bis 1906 errichtete Gebäudekomplex der United Shoe Machinery Cooperation gilt unter Architekturhistorikern als bedeutsames Beispiel der Industriearchitektur des beginnenden 20. Jahrhunderts.

### Danvers
Das in westlicher Richtung an Beverly angrenzende Danvers bietet eine Vielzahl von Sehenswürdigkeiten:
- Die Danvers Historical Society stellt in der Tapley Memorial Hall eine Vielzahl von Artefakten mit Bedeutung für Danvers aus.
- Alle Möglichkeiten aktiver Erholung bietet der Endicott Park, der sich über rund 67 Hektar erstreckt.
- Zu Beginn des 19. Jahrhunderts ließ Joseph Peabody die heutige Glen Magna Farms and Estate in einen Landsitz mit mehreren Gärten umgestalten.
- Das Judge Samuel Holten House repräsentiert die regionale Architektur seit dem ausgehenden 17. Jahrhundert.
- Der Rebecca Nurse Homestead ist das Beispiel eines Landsitzes des ausgehenden Kolonialzeitalters auf einer Fläche von 11 Hektar.

### Essex
Die Stadt Essex bildet den nordwestlichen Zugang zum Cape Ann, zu den sehenswerten Stätten zählen:
- Choate Island (auch als Hog Island bekannt) ist eine Insel, die neben Möglichkeiten der Vogelbeobachtung auch eine historische Farm bietet.
- Dieser Landsitz der Familie Little – Cogswell's Grant – ist ein Freude für Freunde der ländlichen Atmosphäre.
- Der Ausblick über die Salzmarschen des Essex River und die vorgelagerten Inseln der Essex Bay von der Cox Reservation aus ist atemberaubend.
- Das Crane Wildlife Refuge dient hauptsächlich dem Schutz von Watvögeln und erstreckt sich rund um die Essex Bay.
- Das Essex Shipbuilding Museum gibt einen guten Einblick in die Technologie und Geschichte des Baus hölzerner Schiffe.
- Die 20 Hektar große Stavros Reservation schützt die Salzmarschen rund um den White's Hill, von dem aus sich großartige Ausblicke auf die Küste bieten.

### Georgetown
Das nordwestlich des Zentrums des Schutzgebiets gelegene Georgetown bietet das Brocklebank Museum, ein 1668 errichtetes Farmhaus, welches ab 1754 als Taverne diente und heute die Geschichte des Ortes und seiner Umgebung darstellt.

### Gloucester
Das im Osten an der Küste des Atlantik gelegene Gloucester bietet eine Vielzahl von kulturhistorischen Sehenswürdigkeiten:
- Das 1907 bis 1934 von H.D. Sleeper und H.M. Hanson errichtete Beauport – Sleeper-McCann House bietet eine Sammlung von Porzellan und anderen Objekten aus der Kolonialzeit.
- Das Cape Ann Historical Museum ist insbesondere für seine umfangreiche Sammlung von Gemälden von Fitz Hugh Lane bekannt.
- Der 1926 erbaute Schoner ″Adventure″ ist heute eine National Historic Landmark und kann besichtigt werden, in der Saison finden Touren statt.
- Das Gloucester Maritime Heritage Center verdeutlicht die Bedeutung des Meeres für die Region.
- Das 1782 errichtete Sargent House Museum ist ein herausragendes Beispiel georgianischer Architektur in Neuengland.
- Der 1903 gebaute Schoner ″Thomas E. Lannon″ steht für Touren im Gebiet von Cape Ann zur Verfügung.

### Groveland
Das im Tal des Merrimack River gelegene Groveland ist die Heimat des Veasey Memorial Park, in dem das Landhaus und die Nebengebäude des Wollfabrikanten Arthur C. Veasey – erbaut 1909 – besichtigt werden können.

### Haverhill
Das am Nordufer des Merrimack River gegenüber von Groveland gelegene Haverhill bietet eine Vielzahl von Sehenswertem:
- Das Buttonwoods Museum ist den indigenen Kulturen Neuenglands gewidmet.
- Der aus 15 Häuser des 18. Jahrhunderts bestehende Rocks Village Historic District ist die Zierde des Viertels am Merrimack River.
- Das Gelände der Tattersall Farm bietet Einblick in die Landwirtschaft des 19. Jahrhunderts.
- Die Straßen des Washington Street Shoe District sind als herausragendes Beispiel der Industriearchitektur Neuenglands überregional von Bedeutung.
- Der 1648 errichtete Whittier Family Homestead war Geburtsort von John Greenleaf Whittier.

### Ipswich
Das zentral an der Küste des Atlantik gelegene Ipswich bietet einige Sehenswürdigkeiten:
- Die bereits 1638 eingerichteten Appleton Farms offeriert heute zahlreiche Möglichkeiten der Erholung, wie Reiten, Wandern und Vogelbeobachtung.
- Choate Island (siehe Essex)
- Auch das fast 8 km² große Gebiet um Crane Beach und Castle Hill dient hauptsächlich der aktiven Erholung.
- Das Gebiet der Hamlin Reservation – einstmals eine Farm – mit seinen Hügeln und Marschen dient dem Schutz von Reisstärling und Kleinsäugern.
- Das 1795 errichtete Heard House versinnbildlicht die Tradition des Ostasienhandels durch Vermischung westlicher und östlicher Kultur.
- Das Gelände Paine House Greenwood Farm im Mündungsgebiet des Ipswich River offeriert aktive Erholung in der Umgebung des 1694 erbauten Paine House.
- Das um 1655 errichtete Whipple House Museum präsentiert sich in weiten Teilen noch im Originalzustand.

### Lawrence
Das Herz der industriellen Revolution in Neuengland liegt im Nordwesten des Countys am Merrimack River:
- Das 1978 eingerichtete Lawrence History Center zeigt die Geschichte der Stadt Lawrence mit dem Schwerpunkt Immigration.
- Das über die gesamte Stadt verteilte Gelände des Lawrence Heritage State Park zeigt das industrieller Erbe der Stadt, kulturhistorisch von größter Bedeutung ist die Boarding House Site.
- Das im North Canal Historic District zusammengefasste Gebiet umfasst 70 Liegenschaften entlang des North Canal – Industrieanlagen, Wohnheime, Schleusen – sowie die Immigrant City Archives.

### Lynn
Das nahe Boston im Südwesten gelegene Lynn bieten eine Vielzahl interessanter Stätten:
- Das 1885 eröffnete Grand Army of the Republic Museum zeigt militärische Memorablia der Zeit zwischen Bürgerkrieg und Koreakrieg.
- Der 18.200 m² große Lynn Heritage State Park schützt die historische Hafenfront der Stadt.
- Das Lynn Museum zeigt Kunstgegenstände, Möbel und Alltagsartikel der Jahre 1770 bis 1870.
- Das fast 9 km² große Gelände der Lynn Woods ist ein Anziehungspunkt für Aktivurlauber.
- Der Mary Baker Eddy Historic Homestead war das erste Heim von Mary Baker Eddy, der Begründerin der Christian Science.

### Manchester
Das an der Südküste von Cape Ann gelegene Manchester steht im Schatten des benachbarten Gloucester, bietet aber
- Die Eiszeit hinterließ die Findlinge der Agassiz Rocks rund um den Beaverdam Hill, die man auf einem Trail erkunden kann.
- Die einstmals der gleichnamigen Familie gehörende Halbinsel wird durch die Coolidge Reservation geschützt und bietet eine Vielzahl von Biotopen, die man auf einem Teil des Early Settlement Trails erkunden kann.
- Das Viertel des Manchester Village Historic Village rund um den Hafen zeigt Gebäude vom 17. bis zum 20. Jahrhundert auf einer Fläche von etwa 1,6 Hektar.

### Marblehead
Die auf einer Halbinsel in der Massachusetts Bay gelegene Ortschaft Marblehead bietet zahlreiche Sehenswürdigkeiten:
- Crowninshield Island bietet nahezu alle maritimen Ökosysteme am Eingang der Dolliber Cove, darüber hinaus ist die Aussicht auf die Umgebung einzigartig.
- Das 1642 begonnene Fort Seawall ist Kern eines Parks auf Gale's Head.
- Die Jeremiah Lee Mansion wurde als einzigartige Beispiel georgianischer Architektur 1768 für den Kaufmann Jeremiah Lee errichtet.
- Nahezu 200 Gebäude im Kolonialstil des Marblehead Historic District sind im Stadtzentrum erhalten und als architektonisches Ensemble Bestandteil des National Register of Historic Places.
- Das Marblehead Museum and Historical Society im Marblehead Historic District fokussiert auf die Lokalgeschichte und umfasst auch die J.O.J. Frost Gallery, welche Werke dieses lokalen Künstlers vorstellt.

### Methuen
Das an der Grenze zu New Hampshire im Nordwesten der Essex National Heritage Area gelegene Methuen ist bekannt für:
- Die Methuen Memorial Music Hall ist Heimat der ältesten Konzertorgel der Vereinigten Staaten.
- Das industriell geprägte Viertel des Searles Tenney Nevins Historic District am Spicket River rund um den Gaunt Square bietet typische Industriearchitektur aus der Zeit der industriellen Revolution.

### Nahant
Die Geschichte des auf einer Halbinsel im Broad Sound gelegene Nahant wird von der Nahant Historical Society gezeigt. Dabei wird die gesamte Zeitspanne von der Ortsgründung auf den Viehweiden Lynns bis zum Ausflugsort Bostoner Bürger und Künstler dargestellt.

### Newbury
Das an der Atlantikküste gelegene Newbury ist Heimat einiger Sehenswürdigkeiten:
- Das Dole-Little House wurde 1715 unter Verwendung von Teilen eines Vorgängerbaus errichtet und zeigt den typischen Stil eines einfachen Bauernhauses zu Beginn des 18. Jahrhunderts.
- Im Newbury Historic District werden 27 Gebäude aus den Jahren 1650 bis 1924 geschützt, welche einen guten Überblick über die Architekturgeschichte Neuenglands bieten.
- Der Old Town Hill ist ein von Salzmarschen umgebener Drumlin, dem aufgrund der Vermischung verschiedener Ökosysteme eine große Bedeutung auf dem Gebiet des Naturschutzes zufällt.
- Das fast 19 km² umfassende Parker River National Wildlife Refuge kombiniert verschiedene marine Lebensräume und bietet die Möglichkeit zur Tierbeobachtung, zum Wandern, Jagen und Angeln.
- Die Ende des 18. Jahrhunderts errichtete Spencer-Peirce-Little Farm dient heute als Museum, welches sich auf Archäologie, Architektur und historische Untersuchungen spezialisiert hat.
- Das von einem der ersten Siedler begonnene Swett-Ilsley House zeigt die Entwicklung der kolonialen Architektur zwischen 1670 und 1756 in einem Gebäude, welches in dieser Zeitspanne zahlreiche Ergänzungen und Erweiterungen unterworfen war.
- Das 1654 vom ersten Siedler in Newbury errichtete Tristram Coffin House ist eines der herausragenden Beispiele für die Architektur des 17. Jahrhunderts in ganz Neuengland.

### Newburyport
Das an der Mündung des Merrimack River in den Atlantik gelegene Newburyport ist mit seinen Sehenswürdigkeiten ein Zentrum der Essex National Heritage Area:
- Das 1808 im Federal Style errichtete Caleb Cushing House beherbergt heute das Museum der Historical Society of Old Newbury, auch die das Haus umgebenden Gärten sind reizvoll.
- Im Jahr 1835 als Gebäude der Zollverwaltung errichtet, bietet das Newburyport Custom House Maritime Museum Ausstellungen zur maritimen Tradition der Stadt; es dient auch als Besucherzentrum der Essex National Heritage Area.
- Vor allen Dingen für die Möglichkeit der Beobachtung von Vögeln in einer Vielzahl mariner Lebensräume verdankt das Joppa Flats Education Center and Wildlife Sanctuary seinen überregional hervorragenden Ruf.
- Nicht nur als Heimstatt von Open-Air-Konzerten im Sommer verdankt der Maudslay State Park seinen Ruf, auch die Möglichkeiten aktiver Erholung in einem Landschaftspark im Stil des ausgehenden 19. Jahrhunderts sind bedeutsam.

### North Andover
Das etwa 30 Kilometer nördlich von Boston gelegene North Andover liegt im Westen des Essex County.
- Der Harold Parker State Forest ist ein etwa 12 km² großer in Besitz des Bundesstaates befindlicher Mischwald, der durch ein dichtes Netz von unbefestigten Straßen und Wegen erschlossen ist und zahlreiche Möglichkeiten aktiver Erholung bietet.
- Im Museum of Printing werden die Geschichte der Druckkunst und die Entwicklung der Technologie der Vervielfältigung vor Einführung von Fotokopierern dargestellt.
- Die 1913 gegründete North Andover Historical Society fokussiert auf die Darstellung des Alltagslebens in North Andover zwischen 1700 und 1850, die Ausstellungen befinden sich im Parson Barnard House (1715) und im Johnson Cottage (1789).
- Der aus der Ashdale Farm hervorgegangene Stevens-Coolidge Place war Sommerhaus des Diplomaten John Gardner Coolidge und seiner Frau Helen Stevens Coolidge; neben den verschiedenen Gartenanlagen sind auch die Sammlungen asiatischer und europäischer Kunst sowie amerikanischer Möbel von Interesse.
- Die Ward Reservation widmet sich der Erhaltung landwirtschaftlicher Traditionen Neuenglands durch den Schutz von rund 40 Parzellen ehemaligen Farm- und Weidelands sowie der sie begrenzenden historischen Steinmauern mit einer Länge von etwa 27 Kilometer.
- Weir Hill ist ein Doppel-Drumlin am Lake Cochichewick; von seinem durch etwa 6 Kilometer Wanderwege erschlossenen Rücken ergeben sich schöne Ausblicke auf den Stevens Pond und das Tal des Merrimack River.

### Peabody
Das im Südwesten des Essex County gelegene Peabody beherbergt verschiedene Sehenswürdigkeiten:
- Die von der Stadt betriebene, etwa 110 Hektar große Brooksby Farm gibt dem Besucher Einblick in die landwirtschaftlichen Traditionen Neuenglands und dient gleichzeitig der Erhaltung eines Teils der historischen Stadtlandschaft.
- Das Elizabeth Cassidy Folk Art Museum und die Peabody Art Association Gallery – beide im selben Gebäude befindlich – dienen der Ausstellung der umfangreichen kunsthandwerklicher Bestände der Peabody Historical Society beziehungsweise von Fotografien und Gemälden aus dem Besitz der Peabody Art Association.
- Auf dem Gelände der Brooksby Fam findet sich die von der Peabody Historical Society betriebene Felton-Smith Historic Site, bestehend aus den Gebäuden des Nathaniel Felton, Sr. House (1644 errichtet), des Nathaniel Felton, Jr. House (1683) und des Smith Barn einschließlich der Gärten und Nebenanlagen.
- Das George Peabody House Museum bewahrt das Andenken an den Unternehmer und Philanthropen George Peabody in dem Haus, in welchem er 1795 in der damals noch South Danvers genannten Gemeinde geboren wurde.
- Neben den bereits genannten Stätten betreut die bereits 1896 gegründete Peabody Historical Society auch das General Gideon Foster House, die Ruth Hill Library & Archives im Osborne-Salata House und das Peabody Historical Fire Museum im Engine 3 Firehouse.

### Rockport
Das direkt am Cape Ann gelegene Rockport ist ein beliebtes Ausflugsziel der Einwohner des Großraums Boston und darüber hinaus eine überregional bedeutende Künstlerkolonie:
- Die felsige Küste des 22 Hektar messenden Halibut Point State Park, bedeckt von Gagelstrauch und Felsenbirnen, bietet mit seinen Gezeitentümpeln eine einfache Möglichkeit der Beobachtung von Wasserschnecken, Einsiedlerkrebse und Seesternen; im Hinterland befindet sich der unterdessen mit Süßwasser gefüllte ehemalige Granitsteinbruch der Babson Farm Quarry.
- Im Sommer 1922 begann Elis F. Stenman mit der Errichtung des Paper House als Sommerhaus; das Gebäude und auch die Einrichtungsgegenstände – darunter ein Klavier – wurden vollständig aus Zeitungspapier hergestellt.
- Das 1605 von Samuel de Champlain entdeckte Thacher Island ist die Heimat zweier 14 Meter hoher Leuchttürme und kann mit kleinen Booten besucht werden.

### Salem
Die an der gleichnamigen Meeresbucht gelegene Stadt Salem – bekannt durch die 1692 stattfindenden Hexenprozesse – ist einer der Höhepunkte der Essex National Heritage Area:
- Der Derby Street Historic District, von der Herbert Street bis zum Blockhouse Square reichend, bewahrt einige herausragende Beispiele der Architektur hauptsächlich des ausgehenden 18. und des beginnenden 19. Jahrhunderts, darunter auch das House of the Seven Gables (1668) – bekannt durch den 1851 erschienenen Roman von Nathaniel Hawthorne – in der Turner Street.
- Über 300 Gebäude von architekturhistorischer Bedeutung – vom eleganten Kapitänshaus bis zur einfachen Hütte eines Handwerkers – umfasst der dem Wirken des 1757 in Salem geborenen Architekten und Bildhauer Samuel McIntire gewidmete McIntire Historic District, der auf einem durch Hinweistafeln gekennzeichneten Weg erforscht werden kann.
- Misery Island – im Atlantik vor der Küste Salems gelegen – bietet eine Vielzahl von Biotopen sowie die Ruinen sowohl des in den 1920er-Jahren bankrottgegangenen Komplexes des Misery Island Syndicate als auch der 1926 bei einem Großfeuer zerstörten Cottages, die auf eine etwa 4 Kilometer langen Wanderweg erschlossen werden.
- Das älteste Museum in den Vereinigten Staaten, das Peabody Essex Museum, ist ein außerordentlicher touristischer Höhepunkt, es fokussiert auf asiatische und amerikanische Kunst sowie auf die Geschichte der Seefahrt auf dem Gebiet der Vereinigten Staaten von Amerika.
- Das Phillips House gibt einen Einblick über die Entwicklung einer wohlhabenden Kaufmannsfamilie über fünf Generationen bis zum Beginn des 20. Jahrhunderts.
- Das bereits 1930 als ältestes Museum, welches sich der ″Geschichte zum Anfassen″ verschrieben hatte, gegründete Salem 1630: Pioneer Village Salem stellt die Lebensbedingungen der Einwanderer zu Beginn des 17. Jahrhunderts nach.
- Die Salem Maritime National Historic Site ist die älteste unter Schutz des Nationalpark-Service stehende historische Stätte der USA; sie zeigt auf einer Fläche von rund 4 Hektar herausragende Beispiele für die typische Architektur und Stadtentwicklung Neuenglands zu Ende des 18. Jahrhunderts.
- Das Salem Witch Museum ist der Erinnerung an die Entwicklungen des Jahres 1692, die zur Hinrichtung von Bridget Bishop und weiterer Beschuldigter nahe dem Standort des heutigen Museums führten, und der Geschichte des Hexenglaubens von der Früh- bis in die Neuzeit sowie der Geschichte der Hexenverfolgung im Allgemeinen gewidmet.
- Die Fame of Salem ist der 2003 zu Wasser gelassene, originalgetreue Nachbau des gleichnamigen Schoners aus dem britisch-amerikanischen Krieg, welcher 1814 in der Bay of Fundy sank; sie biete im Sommer die Möglichkeit zu Segelausflügen in die Massachusetts Bay.
- Das 1675 von Richter Jonathan Corwin erworbene, heute als Witch House bekannte Gebäude in der Essex Street, ist das einzige Gebäude Salems mit einer direkten Beziehung zu den Vorgänge des Jahres 1692; heute beherbergen seine Räumlichkeiten eine Ausstellung, welche dem Besucher den Lebensstil des späten 17. Jahrhunderts nahebringt und gleichzeitig auf die Vorkommnisse dieses Jahres reflektiert.

### Salisbury
Das nördlich des Merrimack River an der Grenze zum Staat New Hampshire gelegene Salisbury verfügt mit der Salisbury Beach State Reservation über einen der beliebtesten Sandstrände von Massachusetts, der sich über sechs Kilometer Länge am Atlantik hinzieht.

### Saugus
Das im Südwesten des Essex County an der Grenze zum Middlesex und zum Suffolk County gelegene Saugus ist insbesondere für seine frühkoloniale Eisenhütte bekannt, bietet aber auch:
- Die fast 260 Hektar umfassende Breakheart Reservation verfügt über zwei Seen, die sich besonders zur Beobachtung von Vögeln eignen; darüber hinaus bietet sich ein faszinierender Ausblick auf Boston.
- Die 1928 gegründete Saugus Historical Society betreibt ein kleines, der Ortsgeschichte verpflichtetes Museum und organisiert verschiedene Feste.
- Die hauptsächlich die 1646 errichtete Eisenhütte schützende Saugus Iron Works National Historic Site ist ein Höhepunkt für industriehistorisch interessierte Menschen, der Prozess der Eisenverarbeitung mittels lokal erzeugter Holzkohle unter Zuhilfenahme von Wasserkraft wird hier dargestellt und konserviert.

### Swampscott
Das kleine, an der Nahant Bay gelegene Swampscott verfügt mit dem Fisherman's Beach über einen Badestrand, in dessen Umgebung sich einige interessante Artefakte aus der Geschichte des Landes an der Massachusetts Bay befinden.

### Topsfield
Das zentral im Essex County gelegene Topsfield beherbergt einige Sehenswürdigkeiten:
- Der rund 290 Hektar umfassende Bradley Palmer State Park ist insbesondere für seine Bestände an Rhododendren bekannt, speziell zur Zeit der Blüte im Juni ist der Park ein Anziehungspunkt für die Bewohner des Großraums Boston, da der Park umfangreiche Möglichkeiten aktiver Erholung bietet.
- Das Ipswich River Wildlife Sanctuary erstreckt sich über 13 Kilometer entlang des Ipswich River und bietet mit seinen verschiedenen Habitaten Lebensraum hauptsächlich für Vögel, welche von einem Aussichtsturm und einem Wegenetz von etwa 20 Kilometer Länge aus beobachten lassen.
- Das Parson Capen House (1683) und der Joseph Gould Barn (1710) – beide betrieben von der Topsfield Historical Society – sind ausgezeichnete Beispiele frühkolonialer Architektur.

### Wenham
Die kleine Ortschaft Wenham liegt im Herzen der Heritage Area; sie ist die Heimat des Wenham Museum, welches Alltagsgegenstände vom 17. bis zum 20. Jahrhundert zeigt.

## Tourismus
Der Größe des Schutzgebiets geschuldet ist die Anzahl der Besucherzentren, welche Informationen zu allen Stätten in diesem Gebiet bieten:
1. Gloucester Welcoming Center – Gloucester (saisonal geöffnet)
2. Haverhill Historical Society – Haverhill (täglich geöffnet)
3. Hall Haskell House – Ipswich (saisonal geöffnet)
4. Lawrence Heritage State Park – Lawrence (täglich geöffnet)
5. Lynn Heritage State Park – Lynn (saisonal geöffnet)
6. Custom House Maritime Museum – Newburyport (saisonal geöffnet)
7. George Peabody House Civic Center – Peabody (täglich geöffnet)
8. Salem Maritime National Historic Site – Salem (täglich geöffnet)
9. Massachusetts State Visitor Information Center – Salisbury (an der Ausfahrt 60 des Interstate 95 / täglich geöffnet)
10. Saugus Iron Works National Historic Site – Saugus (täglich geöffnet)